# Valles Marineris
Valles Marineris, (latin för Marinerdalar, namngiven efter Mariner 9 som upptäckte den), är en gigantisk dalgång på planeten Mars som sträcker sig över 4 000 kilometer längs dess yta. Klyftan är i genomsnitt 100 kilometer bred och upp till sex kilometer djup.. Detta gör att den täcker över en femtedel av omkretsen på Mars. Som jämförelse är Grand Canyon 446 km lång, 30 km bred och 1,6 km djup.

## Bildande

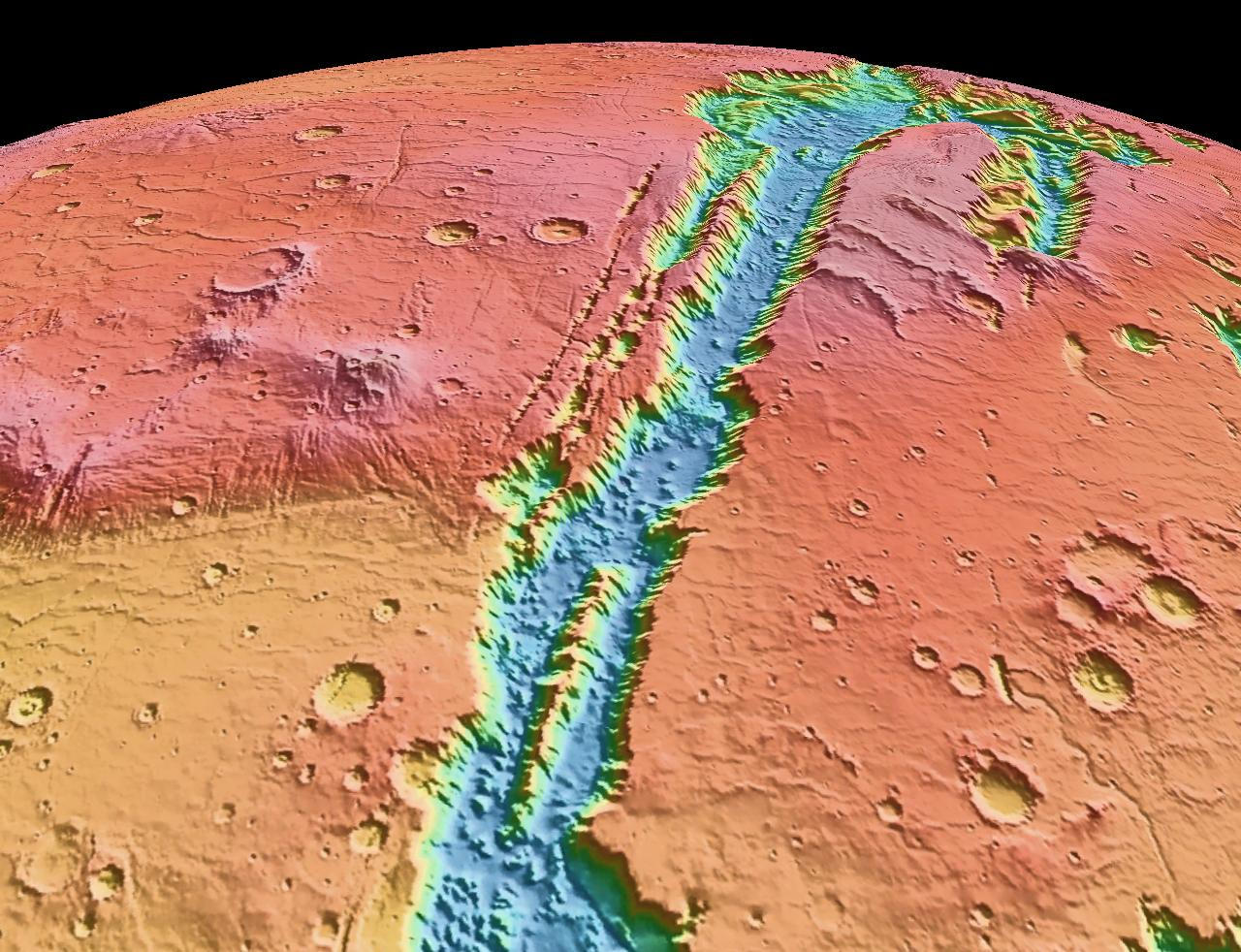
Valles Marineris topografiska vy konstruerad av MOLA altimetridata. Bilden visar Coprates Chasma, med Melas Chasma överst, Candor Chasma längst upp till höger, och en del av Capri Chasma längst ner.

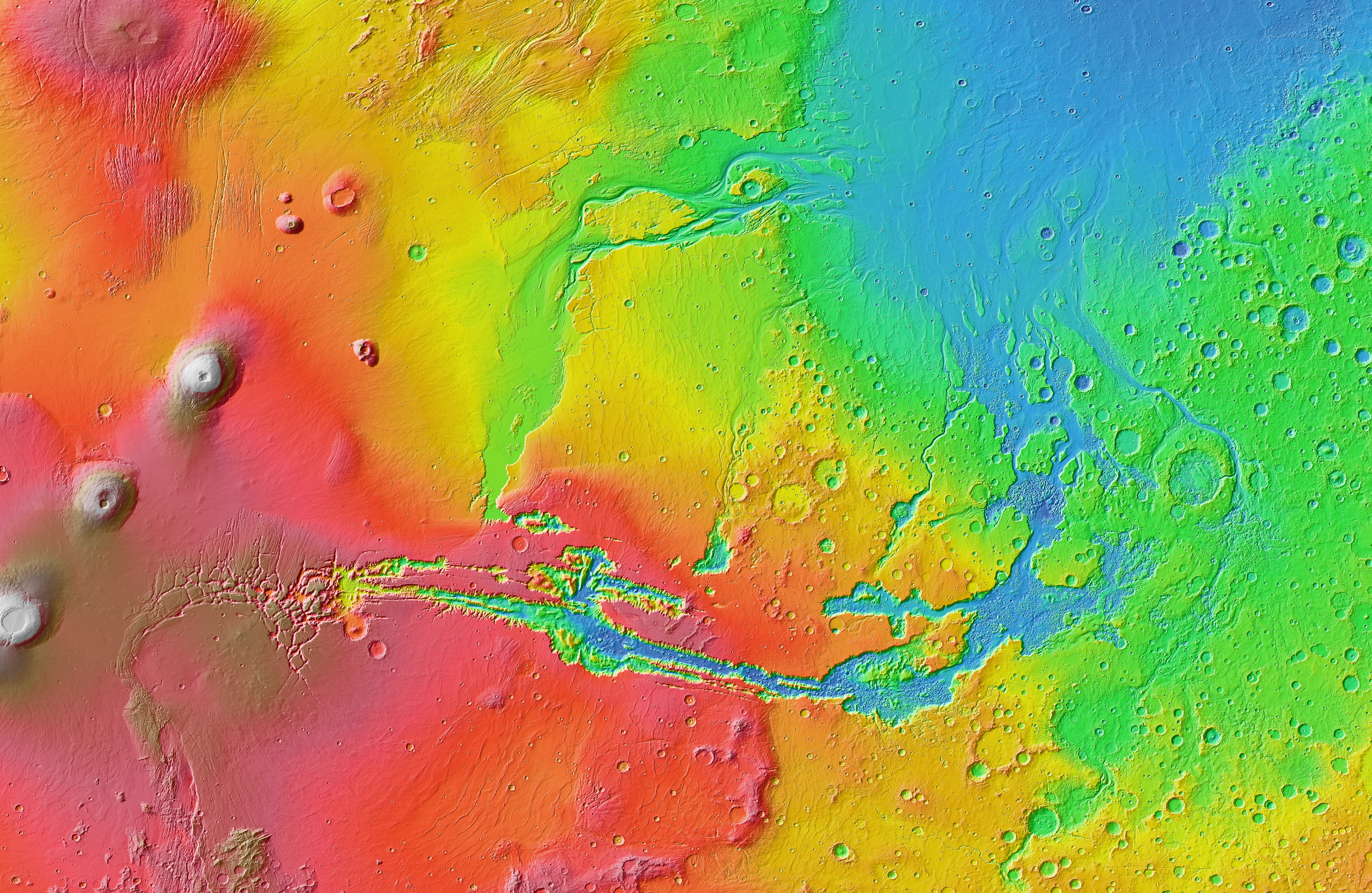
Topografisk karta över Valles Marineris med tillhörande utflödeskanaler och deras omgivningar, baserat på MOLA-altimetridata.

Det finns många teorier om hur Valles Marineris har uppstått. En av dessa föreslår att det är på grund av Mars förkastningar, samt erosion från vatten som runnit tidigt i planetens historia.
Kanjonsystemet startar i väster med Noctis Labyrinthus och fortsätter österut med Tithonium och Ius Chasmata, sedan Melas, Candor och Ophir Chasmata, sedan Coprates Chasma, sedan Ganges, Capri och Eos Chasmata för att slutligen utmynna i en utflödeskanalregion som består av kaotisk terräng som slutar i bassängen i Chryse Planitia.
Det har föreslagits att Valles Marineris är en stor tektonisk "spricka" i Marsskorpan.De flesta forskare håller med om att den bildades när skorpan förtjockades i Tharsis-regionen i väster och därefter utvidgades av erosion. Nära klyftans östra sida verkar det finnas kanaler som kan ha bildats av vatten eller koldioxid. Det har också föreslagits att Valles Marineris är en stor kanal som bildas av erosionen av lava som flödat från sidan på Pavonis Mons.

## Formationer
Det har funnits många olika teorier om bildandet av Valles Marineris som har förändrats under åren. Idéerna på 1970-talet var erosion av vatten eller termokarstaktivitet, vilket är smältningen av permafrost i glaciärer. Termokarstaktivitet kan bidra, men erosion med vatten är en problematisk mekanism eftersom flytande vatten inte kan existera under de flesta aktuella ytförhållanden på Mars, som vanligtvis har ca 1 procent av jordens atmosfärstryck och ett temperaturområde på 148 - 310 K (−125 - +98 °C). Många forskare håller dock med om att det fanns flytande vatten på Marsytan tidigare och Valles Marineris kan ha förstorats av strömmande vatten vid denna tidpunkt. En annan hypotes från McCauley 1972 är att kanjonerna bildades genom tillbakadragande av underjordisk magma. Runt 1989 föreslogs en teori om bildning genom åtskillnadsbrott. Den teori som idag flest håller med om är att Valles Marineris bildades av klyftfel liknande Östafrikanska klyftan, som senare vidgades genom erosion och kollaps av klyftväggarna. Det har också föreslagits att Valles Marineris bildades av flödande lava.
Bildandet av Valles Marineris tros vara nära kopplat till bildandet av Tharsishöjden. Denna bildades under noakiska epoken till den sena hesperiska epoken, i tre stadier. Det första steget bestod av en kombination av vulkanism och isostatisk upplyftning. Snart fyllde emellertid vulkanismen marsskorpan till en punkt där den inte längre kunde stödja den tillförda vikten av Tharsis, vilket ledde till utbredd förkastningar i de förhöjda områdena i Tharsis. Steg två bestod av mer vulkanism och en förlust av isostatisk jämvikt. Vulkanismens källregioner flyttades från Tharsis, vilket skapade en mycket stor belastning. Slutligen misslyckades skorpan med att hålla upp Tharsis och radiella sprickor bildades, bland annat vid Valles Marineris. Steg tre bestod huvudsakligen av mer vulkanism och asteroidpåverkan. Skorpan, som redan nått sin bristningsgräns, stannade bara på plats och yngre vulkaner bildades. Tharsis-vulkanism involverade mycket lättflytande magma, och bildade sköldvulkaner som liknar de på den Hawaiianska ökedjan, men eftersom det finns mindre eller ingen aktiv plattektonik på Mars ledde hotspotaktiviteten till mycket långa serier av upprepade vulkanutbrott på samma platser, vilket skapade några av de största vulkanerna i solsystemet, inklusive den största, Olympus Mons.
Jordskred har lämnat många avlagringar på botten i Valles Marineris och bidragit till att utvidga den. Möjliga upphov till skred är jordbävningar orsakade av tektonisk aktivitet eller påverkan. Båda typerna av händelser medför seismiska vågor som accelererar marken vid och under ytan. Mars är mycket mindre tektoniskt aktiv än jorden, och det är osannolikt att det finns seismiska vågor av den nödvändiga storleken. De flesta betydande kratrarna på Mars kan härledas till det sena tunga bombardemanget för 4,1 till 3,8 miljarder år sedan (Noakiska perioden), och är äldre än jordskredsavlagringarna i Valles Marineris. Tre kratrar (inklusive kratern Oudemans) har emellertid identifierats, på grund av deras närhet och senare datum, som de vars bildning kan ha orsakat några av jordskreden.

## Regioner i Valles Marineris

### Noctis Labyrinthus

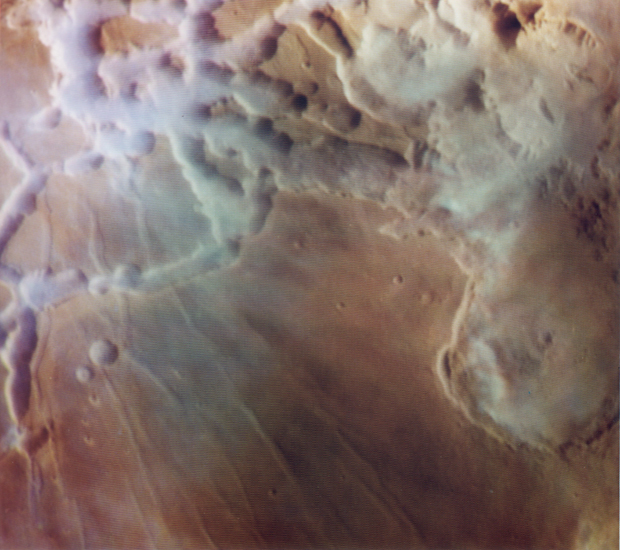
Morgondimma från vattenis ut ur Noctis Labyrinthus (Bild: Viking 1 orbiter.)

Noctis Labyrinthus på den västra kanten av Valles Marineris-klyftan, norr om Syria Planum och öster om Pavonis Mons, finns en virvlad terräng som består av enorma block som är kraftigt sprickiga. Den innehåller också kanjoner som går i olika riktningar och omger stora block med äldre terräng. De flesta av de övre delarna av blocken består av yngre sprickigt material som tros vara av vulkaniskt ursprung förknippat med Tharsis höjning. De andra topparna är sammansatta av äldre sprickigt material som också anses vara vulkaniskt ursprung, men skiljer sig från det yngre materialet genom mer robusthet och mer nedslagskratrar. Sidorna på blocken består av odelat material som anses vara grundberg. Utrymmet mellan blocken består huvudsakligen av antingen grovt eller slätt ytmaterial. Det grova materialet tenderar att finnas i den östra delen av Noctis Labyrinthus och tros vara stoft från klippväggarna eller kanske eoliska drivor som täcker grov topografi och jordskred. Det släta ytmaterialet tros vara sammansatt av fluvialt eller basaltiskt material och/eller eoliska dyner som täcker en annars grov och virvlad terräng. Terränger som Noctis Labyrinthus finns ofta i spetsen för utflödeskanaler, som den som utforskas av Pathfinder-uppdraget och dess Sojourner-rover. De tolkas till att vara en plats där nedåtgående flöde blockeras i samband med hinder för markflöde i omfattande översvämningssekvenser. Vätskan kan vara antingen koldioxidis och gas, vatten eller lava. Hypotesen om involverad lava är förknippad med ett förslag om att Noctis Labyrinthus är direkt ansluten till lavarör i sluttningen av Pavonis Mons.

### Ius och Tithonium chasmata

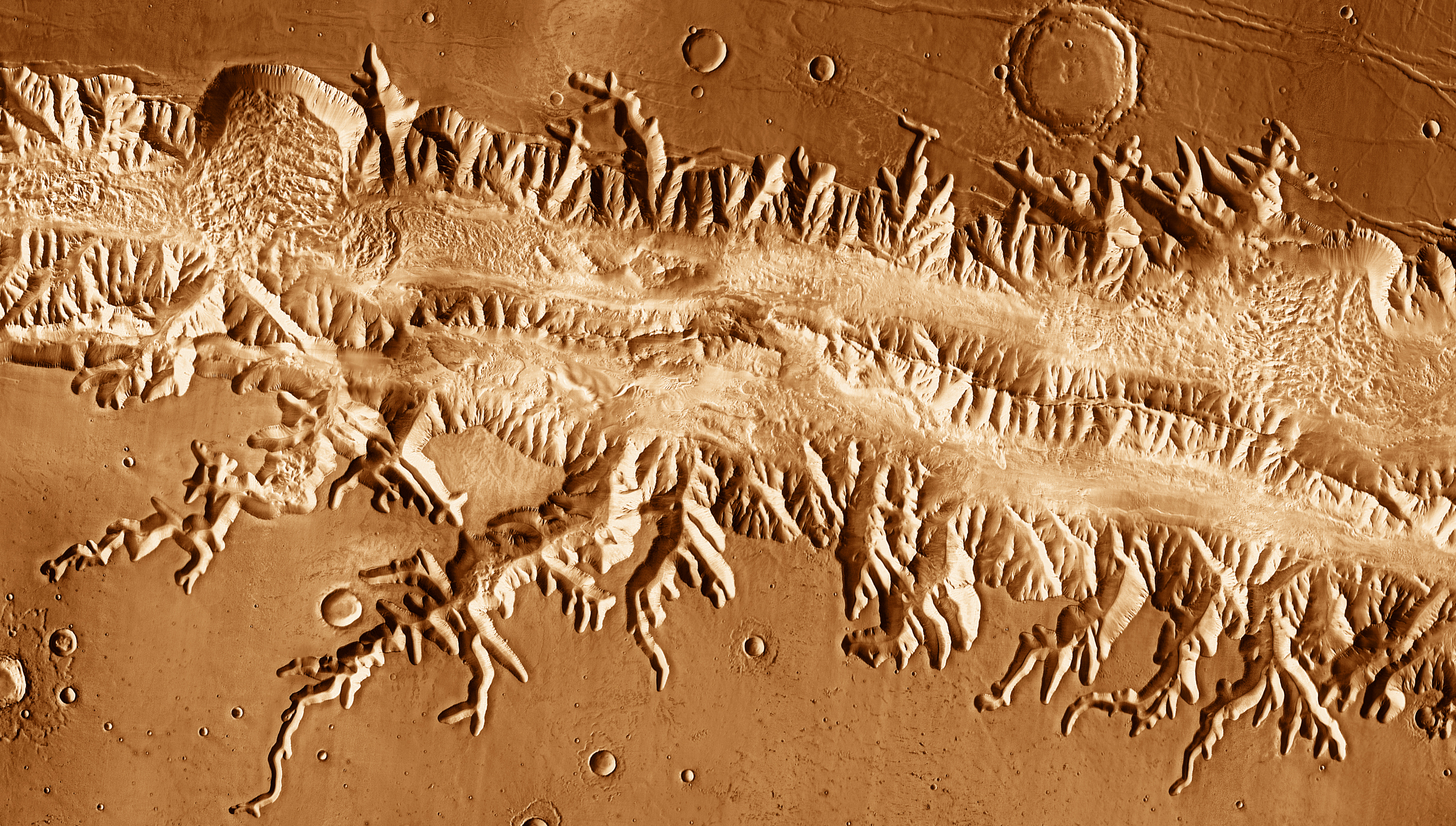
Ius Chasma-bildmosaik från Mars Odyssey 2001, som visar sidokanjoner skapade av vätskeströmning. På den norra (övre) kanten, till höger om mitten, svänger en sidokanjon 90 grader där den möter en försänkning.

Längre öster från Oudemans ligger Ius och Tithonium chasmata parallellt med varandra, Ius i söder och Tithonium i norr. Ius är den bredare av de två och leder till Melas Chasma. Ius har en ås i mitten med namnet Geryon Montes, sammansatt av det odelade bottenberget. Botten i Ius Chasma består mestadels av orört jordskredsmaterial, inte särskilt nedbrutet av nedslag eller erosion. Den södra väggen i Ius, och i mindre utsträckning den norra väggen, har många korta kanjoner som sträcker sig ungefär vinkelräta mot chasmas linje. Dessa dalar har en U-formad knölig framkant som mycket liknar formationer som syns på Coloradoplatån nära Grand Canyon som uppstår genom strömmande grundvatten. Dalen förlängs av den fortsatta erosionen och väggens kollaps.
Tithonium Chasma är väldigt lik Ius, förutom att den saknar de flödeseroderade formationerna på södra sidan och innehåller en liten andel av material som liknar de släta bottenformationerna förutom att den verkar vara ett asknedfall som har eroderats av vinden. Mellan de två kanjonerna består ytan av yngre sprickigt material - lavaflöden och förkastningar genom utvidgningen av Tharsishöjden.

### Melas, Candor och Ophir chasmata

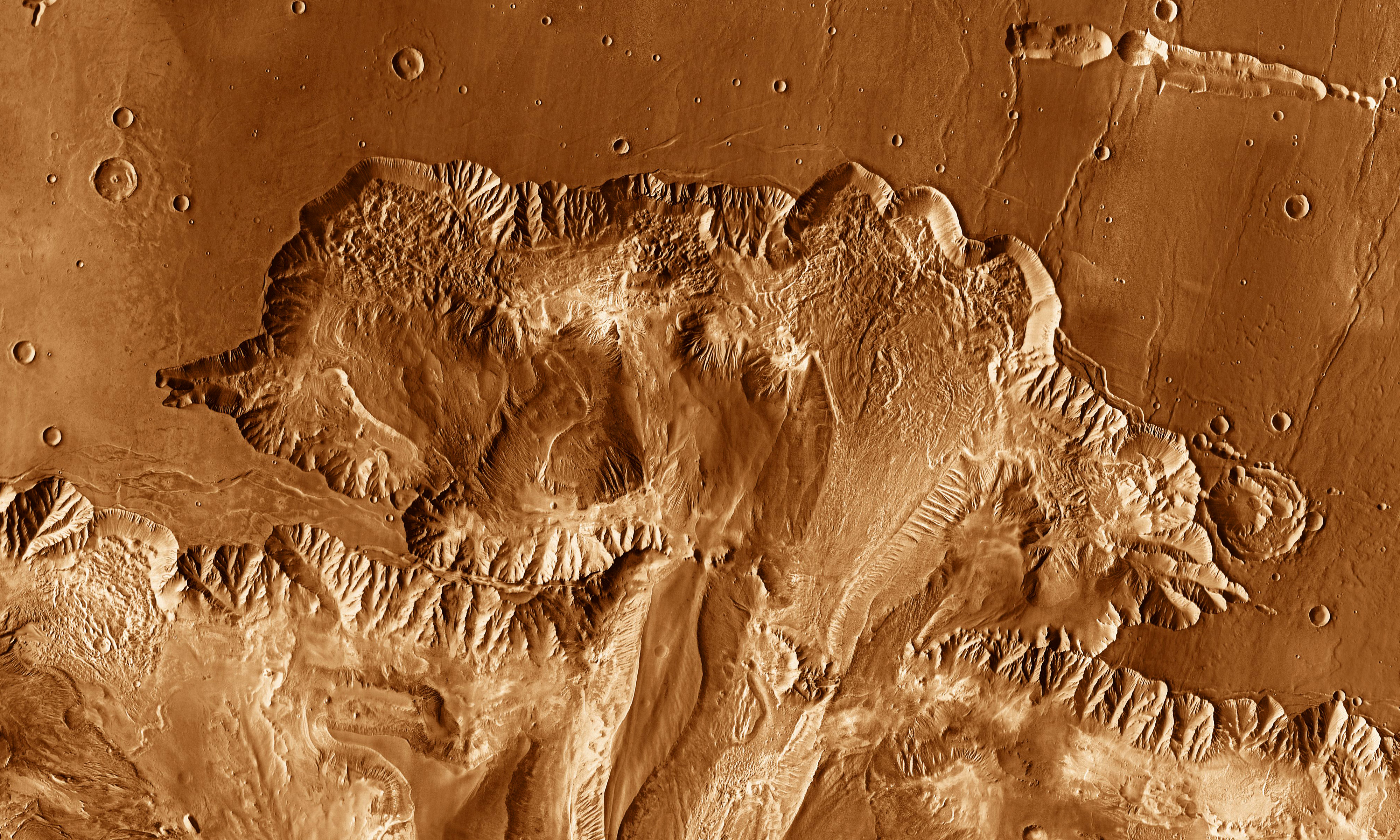
Ophir Chasma THEMIS mosaik.

Nästa del av Valles Marineris i öster är tre chasmata, som från söder till norr är Melas, Candor och Ophir chasmata. Melas är öster om Ius, Candor är öster om Tithonium och Ophir visas som en oval som går in i Candor. Alla tre chasmata är förbundna med varandra. Botten  i Melas Chasma utgörs av ungefär 70 procent yngre massivt material som tros vara vulkanisk aska som piskas upp av vinden till eoliska dyner. Det innehåller också grovt bottenmaterial från erosion av kanjonväggarna. I dessa centrala chasmata finns också en del som är högre än resten av botten, troligen kvar efter den fortsatta tappningen av det andra bottenmaterialet. Runt Melas kanter finns också mycket glidmaterial såsom i Ius och Tithonium chasmata. Detta är också den djupaste delen av Valles Marineris-systemet ned till 11 km under den omgivande ytan. Härifrån är utflödeskanalerna med omkring en 0,03 graders lutning upp till de norra slätterna, vilket innebär att om man fyllde kanjonen med vätska skulle den vara en sjö med ett djup på 1 km innan vätskan kunde rinna ut där.
Materialet i botten av kanjonsystemet mellan Candor och Melas chasmata är räfflat. Detta tolkas till att vara alluviala avlagringar och/eller material som har kollapsat eller dragits samman genom avlägsnande av is eller vatten. Det finns också delar av äldre och yngre massiva bottenmaterial av vulkaniklastiskt ursprung - endast åtskilda i ålder genom kraterfördelning. Det finns också etsat massivt bottenmaterial som är som det yngre och äldre massiva materialet förutom att det har vinderoderade formationer. Det finns också några spiror av homogent material som består av samma material som kanjonväggarna.

### Coprates Chasma

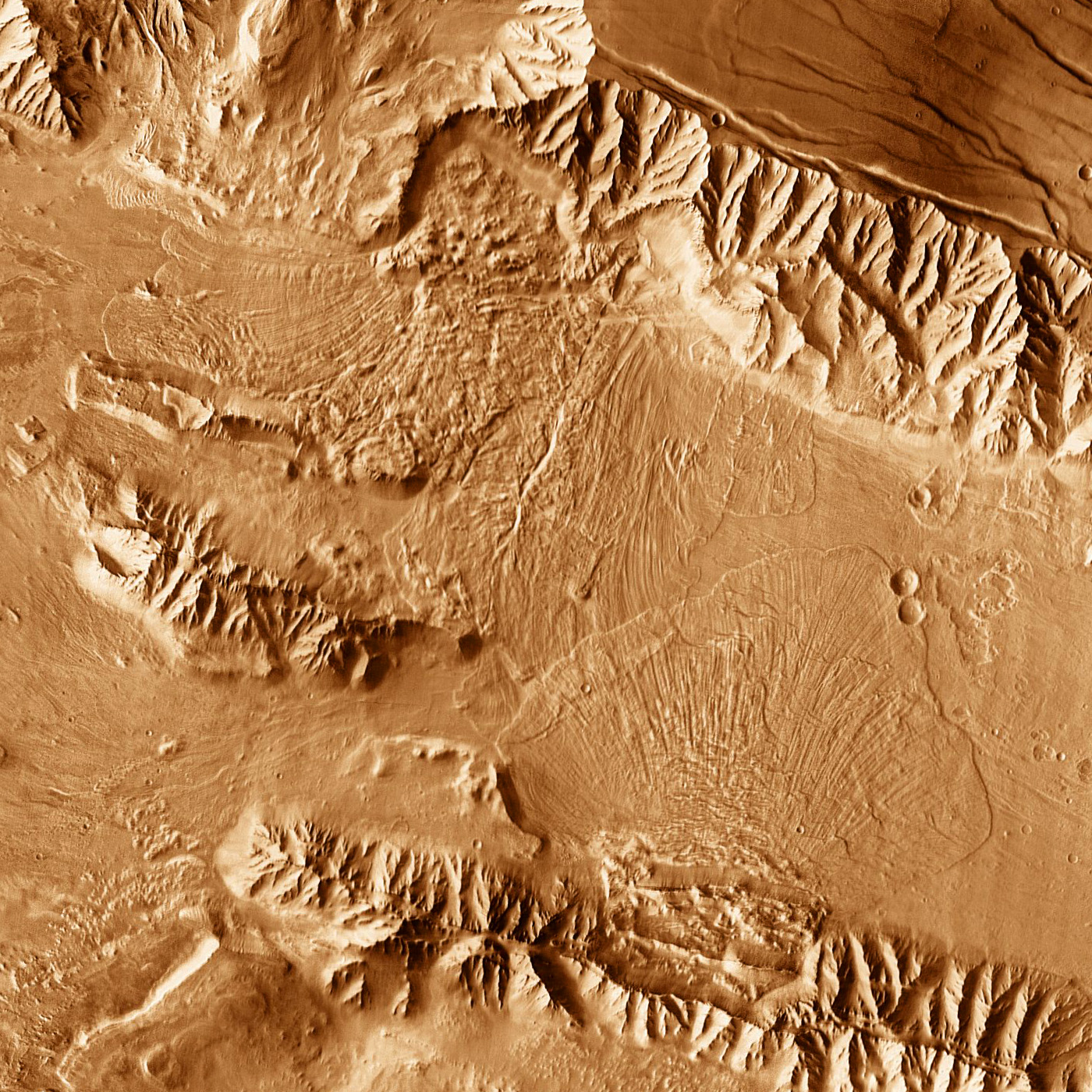
Avsättningar från jordskred som rör sig i motsatta riktningar möts på kanjonbotten nära korsningen mellan Melas och Coprates chasmata.

Längre mot öster går kanjonsystemet in i Coprates Chasma, vilket är mycket likt Ius och Tithonium chasmata. Coprates skiljer sig från Ius i den östra änden som innehåller alluviala avlagringar och eoliskt material och liksom Ius har skiktade avlagringar, även om avsättningarna i Coprates Chasma är mycket mer väl definierade. Dessa avlagringar fördaterar Valles Marineris-systemet, vilket tyder på erosion och sedimentära processer som senare avbrutits inom systemet. Nyare data från Mars Global Surveyor antyder att ursprunget till dessa lager antingen enbart är en följd av upprepade jordskred, vulkaniskt ursprung, eller att de kan vara botten på en bassäng av antingen flytande eller fast vattenis vilket antyder att de perifera kanjonerna av Valles Marineris-systemet kunde en gång kan ha varit isolerade sjöar bildade genom erosional kollaps. En annan möjlig källa till skiktade avlagringar kan vara vinddrivet material, men skiktens mångfald tyder på att sådant material inte är dominerande. Observera att endast de övre lagren är tunna, medan bottenlagren är mycket stora, vilket tyder på att de nedre lagren var sammansatta av massavfallsberg och de övre lagren kommer från en annan källa. En del av dessa skikt kan ha överförts till botten av jordskred där skikten hålls halvintakta, medan det skiktade avsnittet ser mycket deformerat ut med tjockare och tunnare bäddar som har massor av veck. Den komplexa terrängen kan också vara enbart eroderade sediment från en gammal marssjöbädd och verkar komplex eftersom allt vi har är en flygvy som en geologisk karta och inte tillräckligt med högdata för att se om bäddarna är horisontella. 
Ett fält med mer än 100 urgröpta koner på botten i Coprates Chasma har tolkats som en uppsättning av små slagg- eller tuffkoner med tillhörande lavaflöden. Kraterdatering anger att de är i mellanåldern och sen Amazonianålder, ungefär 200 till 400 miljoner år gamla.

### Eos och Ganges chasmata
Längre mot öster ligger Eos och Ganges chasmata. Eos Chasmas västra botten består huvudsakligen av ett etsat massivt material som består av antingen vulkaniska eller eoliska avlagringar som senare eroderats av marsvinden. Den östra änden av Eos chasma har ett stort område med strömlinjeformade åsar och längsgående skåror. Detta tolkas som strömskurna platåavlagringar och material som transporterats och deponerats med strömmande vätska. 
Gangis Chasma är en avskjutande chasma av Eos i en allmän öst-väst trend. Gangis botten består huvudsakligen av alluviala avlagringar från kanjonväggarna.

### Chryse-regionen
Öster om Eos och Ganges tömmer Valles Marineris ut i Chryse-regionen i de norra slätterna av Mars på en höjd bara 1 km (3 300 fot) över den djupaste punkten i Valles Marineris i Melas Chasma. Utflödesregionerna på norra slätterna liknar terrängen som ses vid Mars Pathfinder landningsplats. En motsvarighet till dessa utflödeskanaler på jorden skulle vara östra den av staten Washington. De ödsliga skabblanden i östra delen av Washington är ett resultat av upprepade katastrofala översvämningar på grund av uppbyggnaden av en isdamm vid huvudet av Missoulasjön i sent Pleistocen. Isdammen skulle blockera vattnet ett tag, men när den brast skulle isen flyta ovanpå den efterföljande översvämningen och stora områden skulle rensas från markjord och vegetation, vilket lämnar ett stort kargt område med "teardrop"-öar, längsgående spår och terrasserade marginaler. Många av dessa funktioner ses också i Mars utflödeskanaler, men i större skala.
Utflödet sker successivt genom flera regioner i kaotisk terräng, Aurorae Chaos och Hydraotes Chaos, och slutligen genom Simud Valles och Tiu Valles in i Chryse Planitia.